# Kępa Północna
Kępa Północna (dawniej Pangritz Coloniae) – jedna z północnych dzielnic Elbląga.

## Położenie
Kępa Północna leży w północnej części miasta. Jej południową granicę wyznaczają ulice Brzeska i J. Piłsudskiego, zachodnią ul. Rypińska i Poprzeczna, północną ul. Węgrowska i Podgórna, a wschodnią – płk. Dąbka. Dawna Kolonia Pangritza przyłączona została do miasta w 1912 roku. Przy ulicy Obrońców Pokoju, dawnej Paulikirchstraße, pomiędzy wylotem Wiejskiej i Działdowskiej, po drugiej stronie ulicy stałą Gospoda „Alte Welt” zbudowana w XVIII wieku zniszczona w 1945 roku. Przy tej samej ulicy w 1895 roku Otto Dopmeyer zbudował Evangelische Kirche St. Paulus dziś kościół św Pawła Apostoła. Przy ulicy Robotniczej 210 istniała fabryka cygar i tabaki, której właścicielem był Albert Lange. W 1899 roku przy Robotniczej 197 na rogu z Obrońców Pokoju zbudowano Adalbert-Schule, późniejsza Szkoła Podstawowa nr 5. Przy tej samej ulicy pod numerem 173 w latach 1925–1927 zbudowano Paulusschule, Horst Wessel Schule późniejsze Gimnazjum nr 2. W większości zabudowana jest przedwojennymi domami mieszkalnymi. W jej północno-wschodniej części w latach 80. wybudowano 4-piętrowe bloki mieszkalne. Na terenie osiedla znajduje się stadion, należący do Miejskiego Ośrodka Sportu i Rekreacji oraz dwugwiazkowy hotel „Stadion”. Stadion powstał w latach 1927–1928 wraz z przyległą do niego szkołą (aktualnie Gimnazjum nr 2). Po wojnie przez długie lata był to jeden z głównych obiektów sportowych Elbląga. Tu rozgrywano mecze piłki nożnej, zawody lekkoatletyczne i wyścigi motocyklowe. Obecnie w jego skład wchodzi boisko do piłki nożnej z usytuowanymi obok siedziskami dla widzów oraz bieżnia żużlowa. Stadion posiada zaplecze socjalne z szatniami i natryskami. Odbywają się tu mecze piłkarskie oraz trenują różne kluby sportowe. Na terenie osiedla znajduje się także zabytkowy kościół rzymskokatolicki pod wezwaniem św. Pawła Apostoła. W przyległym do kościoła klasztorze swoje ostatnie dni życia spędził słynny wizjoner i zielarz, franciszkanin Andrzej Klimuszko. W północnej dzielnicy części znajdują się także niewielkie ogródki działkowe. W latach 1995–2001 u zbiegu ulic Robotniczej i Krakusa wybudowano 7 wielorodzinnych budynków mieszkalnych, które noszą nazwę Osiedle Pod Wieżami.

## Wykaz ulic dzielnicy
- Brzeska (dawniej Tirpitzallee)
- Dąbka Stanisława, płk. (dawniej Angerstraße + Sternstraße, Hochstraße)
- Działdowska (dawniej Weidengang)
- Helska (dawniej Ulmengang)
- Klimuszki Andrzeja, ks.
- Krakusa
- Lubraniecka (dawniej Mattendorfstraße)
- Matejki Jana
- Obrońców Pokoju (dawniej Paulikirchstraße)
- Piłsudskiego Józefa, al. (dawniej Schlieffenallee)
- Płocka (dawniej Birkengang)
- Podgórna (dawniej Adalbertkirchstraße)
- Pokorna (dawniej Am Nordfriedhof)
- Poprzeczna (dawniej Querstraße)
- Robotnicza (dawniej Heilig Leichnam + Hauptstraße, Horst Wessel Straße)
- Rypińska (dawniej Benzstraße)
- Stefana Batorego (dawniej Ellerngang)
- Topolowa (dawniej Hinterstraße, Kirschners Reihe, Rodelandsweg)
- Węgrowska (dawniej Rottmeisterweg)
- Wiejska

## Ważniejsze obiekty
- Hotel „Stadion”
- Stadion MOSiR
- Gimnazjum nr 2
- zabytkowy kościół pod wezwaniem św. Pawła Apostoła

## Komunikacja
Do Kępy Północnej można dojechać:
- tramwajami ZKM Elbląg linii numer: 1, 3, 4, 5;
- autobusami linii nr: 11, 12, 14, 16, 19, 21 oraz linii nocnej 100[1].